# Maila Nurmi

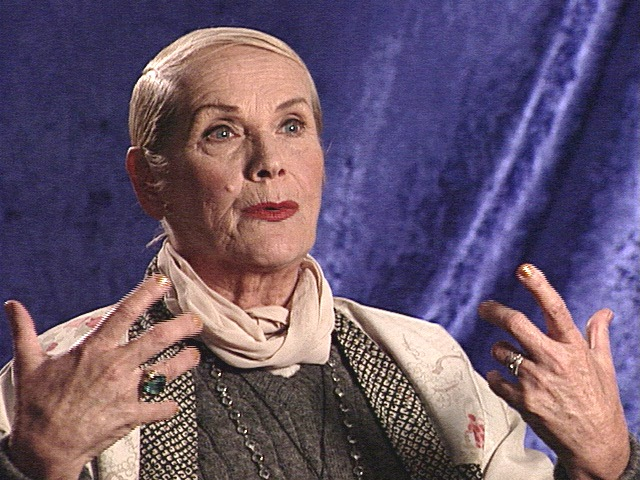
Maila Nurmi in der Dokumentation SCHLOCK! The Secret History of American Movies, 2001

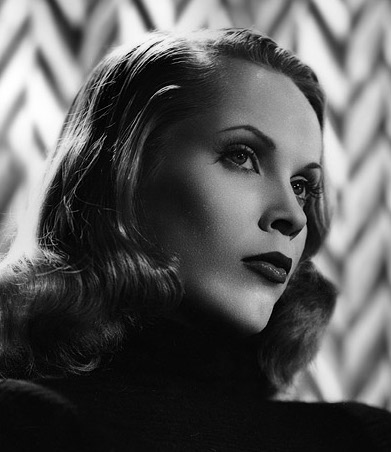
Maila Nurmi, 1947

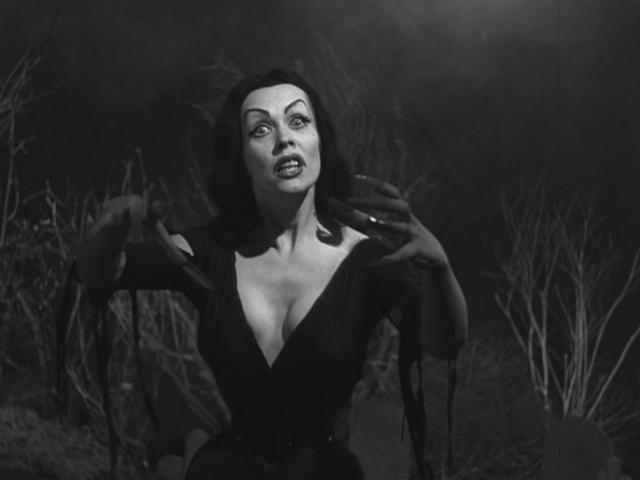
Vampira in Plan 9 aus dem Weltall

Maila Nurmi (eigentlich Maila Elisabeth Syrjäniemi) alias Vampira (* 11. Dezember 1922 in Petsamo, Finnland, heute Russland; † 10. Januar 2008 in Los Angeles, Kalifornien) war eine finnisch-amerikanische Schauspielerin und Fernsehseriendarstellerin.

## Leben
Nurmi, eigentlich geboren als Maila Elizabeth Niemi, war keine Nichte des berühmten Leichtathleten Paavo Nurmi. Ihre Familie wanderte früh aus Finnland aus und siedelte nach Oregon um, als Maila zwei Jahre alt war. Mit 17 entschloss sie sich, Schauspielerin zu werden, und zog nach Los Angeles. Zunächst hielt sich die dunkelhaarige Nurmi zusammen mit der noch unbekannten Norma Jeane Baker (später Marilyn Monroe) mit billigen Jobs als Fotomodell über Wasser, bis sich erste kleinere Rollen, zumeist für Fernsehproduktionen, ergaben. Den Durchbruch ins schauspielerische Gewerbe verschaffte ihr der Produzent Michael Todd mit einem Casting für das Bühnenstück Katherina die Große in New York City. Eine weitere Produktion Todds ließ Maila 1953 als verführerisch tanzenden Vampir für eine Fernsehproduktion (einer Mitternachts-Horrorshow)  auftreten; somit war der Grundstein für die beginnende Metamorphose von Maila zu Vampira gelegt. Die Sendung wurde zwar nach einer Folge eingestellt, dennoch war der zufällig anwesende Filmregisseur Howard Hawks so beeindruckt von Nurmi, dass er ihr einen festen Vertrag in Hollywood verschaffte. Zunächst wurde Maila Nurmi mit ihrem ausdrucksstarken Gesicht als neue „Lauren Bacall“ mit Rosen überschüttet, die jedoch bald verwelkten, als ein Filmprojekt von Hawks (Dreadful Hollow nach William Faulkner), in dessen Hauptrolle sie vorgesehen war, scheiterte.
Ernüchtert musste sich Maila Nurmi wiederum mit Nebenjobs als Tänzerin über Wasser halten und in billigen Filmproduktionen auftreten. Das Blatt wendete sich zu ihren Gunsten, als sie 1954 an der Seite ihres Ehemanns, des Fernsehproduzenten Dean Reisner, in einem Auftritt kurzfristig die Rolle der Morticia Addams (aus der Cartoon-Serie Addams Family) übernahm. Sie erzielte mit ihrem Outfit aus einem bleichen Makeup mit geschminkten blutenden Wunden im Ausschnitt, einer schwarzen Perücke, Netzstrümpfen und einem enganliegenden schwarzen und zerfetzten Kleid einen erneuten „bezaubernden“ Achtungserfolg. Der Fernsehproduzent Hunt Stromberg Jr. wurde auf die Frau mit der morbiden Aura aufmerksam und engagierte Nurmi zunächst für ein neues Programmkonzept des amerikanischen Senders 7 KABC, einem Ableger der ABC.
Maila Nurmi sollte in ihrer Rolle als untotes Kunstgeschöpf Vampira (den Namen hatte ihr Ehemann erfunden) von nun an um Mitternacht die Fernsehzuschauer bei ABC durch eine Auswahl von Horrorfilmen führen. Die „Lady of Horrors“ kokettierte alsbald öffentlich in ihren Sendungen wie auch privat mit ihrem Pseudonym der untoten Blutsaugerin Vampira, lieferte eine Vorlage für zahlreiche Horrorfilm-Imitationen und wurde zum Inbegriff der „Midnight Horror Show“. Am Ende ihrer Show wünschte sie ihren Zuschauern zumeist „Gute Nacht und schlechte Träume, Darlings!“ und verschwand im Kunstnebel.
Maila/Vampira erschien als Covergirl „mit HEX-SEX-appeal“ in mehreren Publikationen wie Newsweek oder Life und wurde 1954 mit dem Preis der Television Arts and Sciences als ungewöhnlichste weibliche Darstellerin nominiert. Die Zahl ihrer meist männlichen Bewunderer (u. a. Marlon Brando und James Dean) wuchs. In einem Interview sagte sie einmal: „Jimmy (James Dean) und ich haben uns als extreme Charaktere wie Magnete angezogen.“ Nach einer kurzen Liebesbeziehung mit Dean blieben beide freundschaftlich verbunden. Nach Deans Unfalltod 1955 zogen erneut dunkle Wolken über Vampiras Karriere auf: Ihre beim Publikum beliebte Midnight-Horrorshow wurde kurzfristig von ABC gekippt, und ihr Name wurde als „Jimmy Deans Todesfee bzw. -hure“ von der amerikanischen Boulevardpresse durch den Kakao gezogen. Überdies wurde sie von fanatischen James-Dean-Fans sexuell attackiert oder auch bedroht. Maila Nurmi zog sich vorerst aus der Öffentlichkeit zurück.
Die Schauspielerin spielte noch in Plan 9 aus dem Weltall des B-Movie-Regisseurs Ed Wood, der Jahre später als „schlechtester US-Film aller Zeiten“ zum Kultfilm geraten sollte, und etlichen weiteren Low-Budget-Produktionen mit und zog sich ab den 1960er Jahren allmählich aus dem aktiven Filmgeschäft zurück.
Vampira/Maila Nurmi hielt zeitlebens an ihrem Image fest und galt als Stilikone amerikanischer Fernsehserien und des B-Movies; sie vermarktete ihr Image als „Untote“ und trat in verschiedenen amerikanischen Fernsehsendungen auf.
In den 1980er Jahren klagte sie erfolglos gegen die Figur Elvira mit dem Vorwurf des Plagiats.
Am 10. Januar 2008 starb Nurmi in ihrem Haus in Hollywood im Alter von 86 Jahren eines natürlichen Todes. Sie wurde in der Griffith Lawn Section des Hollywood Forever Cemetery beigesetzt.

## Filmografie (Auswahl)
- 1947: If Winter Comes
- 1948: Zaubernächte in Rio (Romance on the High Seas)
- 1958: Ihr Leben war ein Skandal (Too Much, Too Soon)
- 1959: Plan 9 aus dem Weltall (Plan 9 from Outer Space)
- 1959: Die Haltlosen (The Beat Generation)
- 1959: Der große Schwindler (The Big Operator)
- 1960: I Passed for White
- 1960: Sex Kittens Go to College
- 1962: Das Zauberschwert (The Magic Sword)
- 1975: James Dean – Ein amerikanisches Idol  (James Dean, the First American Teenager)
- 1981: Bungalow Invader (Kurzfilm)
- 1986: Population: 1
- 1992: Flying Saucers Over Hollywood: The Plan 9 Companion
- 1995: Die seltsame Welt des Ed Wood (The Haunted World of Edward D. Wood, jr.)
- 1995: Vampira: About Sex, Death and Taxes
- 1996: Dry (Kurzfilm)
- 1998: I Woke Up Early the Day I Died
- 2000: No Way In (Kurzfilm)
- 2001: Schlock! The Secret History of American Movies
- 2006: Vampira: The Movie